# Григорій Михайло Шимонович
Григорій Михайло Шимонович (пол. Grzegorz Michał Szymonowicz; 18 березня 1800, Львів — 14 червня 1875, там само) — церковний діяч, архиєпископ львівський Вірменської католицької церкви в 1858—1875 роках.

## Життєпис
19 березня 1857 року отримав призначення на єпископа-коад'ютора Вірменської архиєпархії у Львові та титулярного єпископа Маркополя. Після смерті архиєпископа Самуеля Кирила Стефановича (1858 р.) він повністю перебрав управління архиєпархією.
Брав участь у роботі Першого Ватиканського собору.